# Bureau de recherche historique militaire
Le Bureau de recherche historique militaire (MGFA) de la Bundeswehr est le plus grand institut historique d'Allemagne. En tant que service militaire et institution de la recherche ministérielle fédérale, il effectue des recherches en histoire militaire pour le compte du Ministère fédéral de la Défense. Le MGFA est un service militaire central (de) et, depuis le 1er octobre 2000, il fait partie du nouveau domaine d'organisation militaire de la Base des forces armées (de). Du point de vue du service militaire, il dépend de l'Office des forces armées (de). L'institut est formellement dissous le 31 décembre 2012 et est transféré, avec l'Institut des sciences sociales de la Bundeswehr (de), dans le nouveau Centre d'histoire militaire et des sciences sociales de la Bundeswehr (de), créé le lendemain.

## Description
Avec le "Département de la formation, de l'information et des études spécialisées", il est le prestataire de services direct pour la formation et le perfectionnement en histoire militaire au sein de la Bundeswehr. Les points forts de la recherche historique sont récemment, entre autres, l'histoire de la Première Guerre mondiale - à l'occasion du prochain centenaire du déclenchement de la guerre en 1914, les recherches sur l'histoire de l'Armée nationale populaire (NVA) et de la Bundeswehr ainsi que la "Bundeswehr en mission".
Le siège du Bureau de recherche histoirique militaire est la Villa Ingenheim (de) à Potsdam. Le dernier chef de bureau de la MGFA est le colonel Hans-Hubertus Mack (de), qui a repris ce bureau du colonel Hans Ehlert (de) en mars 2010.
Le MGFA est membre de la Communauté de travail des instituts de recherche de l'administration fédérale (de).

## Histoire

Premier blason du Bureau de recherche historique militaire

Le projet de recherche « Les débuts de la politique de sécurité ouest-allemande » débute en octobre 1970, suivi en janvier 1971 par le projet « Das Deutsche Reich und der Zweite Weltkrieg (de) ».
En 1978, un département autonome "Enseignement, Information, Études Spécialisées" (AIF) est créé. En 1984, un conseil consultatif scientifique pour le MGFA est mis en place. En 1987, le musée de l'armée de l'air à Uetersen (de) est rattaché au MGFA.
Le 23 septembre 1994, la MGFA est transférée de Fribourg-en-Brisgau à Potsdam dans la Villa Ingenheim, ancien siège de l'Institut d'histoire militaire de la RDA (de) de 1958 à 1990 et depuis 1990 une succursale de la MGFA.
En 1994, le Musée d'histoire militaire de la Bundeswehr à Dresde et le Musée de l'armée de l'air (de) à Berlin-Gatow sont affiliés. En 2013, le MGFA fusionne avec l'Institut des sciences sociales de la Bundeswehr (de) à Strausberg pour former le Centre d'histoire militaire et des sciences sociales de la Bundeswehr (de) (ZMSBw) à Potsdam.

## Gestion
Un chef de bureau et un "historien en chef" dirigent conjointement le MGFA depuis 1968. Le poste d'historien en chef est longtemps assimilé à celui du chef de bureau; il dirige le département de recherche et dépend directement du ministère de la Défense jusqu'en 1994. Cette relative indépendance doit permettre de définir librement les lignes directrices de la recherche. Le premier directeur du département de recherche est Andreas Hillgruber. Son successeur est brièvement Rainer Wohlfeil (de). L'historien et juriste Manfred Messerschmidt (de) occupe ce poste pendant près de vingt ans à partir de 1970. Après lui, Wilhelm Deist (de) reprend cette fonction en 1988. Il dirige également la publication de l'ouvrage collectif « Das Deutsche Reich und der Zweite Weltkrieg (de) », dont le premier volume paraît en 1978 et dont le dernier volume 10 est publié par le MGFA en 2008. Hans-Erich Volkmann (de) succède à Deist à la tête du département Recherche. Après son départ à la retraite en 2003, ce poste a été occupé par Beatrice Heuser, qui est transférée avec son poste à l'Université de la Bundeswehr à Munich en 2005, où elle prend un congé jusqu'en 2010 pour enseigner au Royaume-Uni. Le poste de chef du département de recherche est temporairement occupé par le colonel Winfried Heinemann. Le 1er février 2009, Michael Epkenhans reprend la direction du département de recherche, à nouveau rémunéré au niveau B2. Epkenhans est un spécialiste de l'histoire de la Première Guerre mondiale et plus particulièrement de l'histoire de la marine. Le dernier chef de bureau, le colonel Hans-Hubertus Mack, a étudié les sciences de l'éducation et a obtenu son doctorat avec une étude sur "l'esprit humaniste et les efforts de formation à l'exemple de Heinrich Loriti Glarean 1488-1563". Avant lui, des historiens militaires aussi renommés que le colonel à la retraite Hans Meier-Welcker, le capitaine de vaisseau Werner Rahn et le colonel Hans G. Ehlert ont été chefs de bureau.[réf. nécessaire]

### Chefs de bureau
- 1957–1964: Oberst i. G. Hans Meier-Welcker
- 1964–1969: Oberst i. G. Wolfgang von Groote (de)
- 1969–1972: Oberst i. G. Herbert Schottelius
- 1972–1976: Kapitän zur See Friedrich Forstmeier (de)
- 1976–1985: Oberst i. G. Othmar Hackl (de)
- 1985–1995: Brigadegeneral Günter Roth (de)
- 1995–1997: Kapitän zur See Werner Rahn (de)
- 1997–2001: Oberst i. G. Friedhelm Klein (de)
- 2001–2004: Kapitän zur See Jörg Duppler (de)
- 2004–2010: Oberst Hans Ehlert (de)
- 2010–2012: Oberst Hans-Hubertus Mack (de)

### « Historien en chef»
- 1968–1970 Andreas Hillgruber
- 1970 Rainer Wohlfeil (de)
- 1970–1988 Manfred Messerschmidt (de)
- 1989–1993 Wilhelm Deist (de)
- 1994–2003 Hans-Erich Volkmann (de)
- 2003–2005 Beatrice Heuser
- 2005–2008 Bruno Thoß (de)
- 2008–2009 Winfried Heinemann (de)
- 2009–2012 Michael Epkenhans

## Mission
Il conçoit, organise et gère des expositions itinérantes au sein et en dehors de la Bundeswehr et organise des conférences et des formations sur l'histoire militaire allemande et internationale. Selon les instructions de l'inspecteur général des forces armées allemandes du 19 mars 1999, le MGFA apporte son soutien technique à la constitution de collections d'histoire militaire de la Bundeswehr. Pour ce faire, le musée d'histoire militaire de Dresde, en tant que service militaire indépendant, et son antenne à l'aérodrome de Berlin-Gatow (rattachée au MHM en tant qu'unité partielle depuis 2010) sont subordonnés au MGFA sur le plan technique et du service aux troupes.
Comme publications en cours, le MGFA a publié la revue scientifique Militärgeschichtliche Zeitschrift (de) (MGZ) (chez R. Oldenbourg Verlag), qui est désormais également disponible en ligne, la revue scientifique populaire Militärgeschichte – Zeitschrift für historische Bildung (de) et la série de publications monographiques Beiträge zur Militärgeschichte (de).
Les Wegweiser zur Geschichte offrent des connaissances d'orientation historiques, politiques et culturelles sur les régions en crise. Jusqu'à présent, des volumes sur l'Afghanistan, la Bosnie-Herzégovine, la Corne de l'Afrique, le Caucase, le Kosovo, le Congo, le Proche-Orient, le Soudan, l'Afrique du Nord, la Corne de l'Afrique, le Pakistan et l'Ouzbékistan ont été publiés, certains dans une troisième édition remaniée. Une présentation générale des opérations extérieures de la Bundeswehr complète la série. Elle s'adresse aux soldats en mission à l'étranger et doit contribuer à la formation des forces armées en vue de leur engagement.
Un autre domaine d'activité est le traitement des demandes émanant des forces armées, des scientifiques et du public intéressé par l'histoire militaire allemande, ainsi que l'élaboration d'études et d'expertises d'histoire militaire pour le ministère fédéral de la Défense et d'autres autorités fédérales et régionales. En outre, il soutient les services de la Bundeswehr dans la préparation de discussions historiques sur le terrain et d'exemples d'histoire de la guerre.
Les résultats de la recherche sont publiés. Ceux-ci incluent la série Operationen des Zweiten Weltkrieges :Band 1: Hans-Martin Ottmer: »Weserübung«. Der deutsche Angriff auf Dänemark und Norwegen im April 1940Band 2: Karl-Heinz Frieser : »Blitzkriegslegende«. Der Westfeldzug 1940

## Axes de recherche
Après le passage de la direction à Mack et Epkenhans, les axes de recherche sont repensés. Le point fort "Bundeswehr im Einsatz" s'occupe de la transformation de la Bundeswehr depuis 1990 et des missions à l'étranger qui en découlent. Des restrictions existent pour la recherche sur les opérations extérieures et leur publication, car de nombreuses sources internes sont classifiées ("VS-VERTRAULICH" ou plus). D'autres domaines de recherche sont l'évolution de l'image de la guerre depuis la fin de la guerre froide jusqu'à la lutte contre le terrorisme, l'organisation et le développement interne des forces armées, l'architecture de la sécurité au sein de l'Alliance ainsi que les conditions-cadres des missions en termes de droit constitutionnel et international.[réf. nécessaire]

## Organisation
Le MGFA est géré comme un service militaire et se compose de deux départements scientifiques, de la direction des publications ainsi que d'un secteur administratif et de soutien employant environ 100 personnes. Le bureau de recherche gère également une bibliothèque et un centre d'information spécialisé qui sont ouverts aux scientifiques et aux chercheurs invités du bureau ainsi qu'à tous les utilisateurs externes. La bibliothèque du MGFA constitue, avec plus de 240.000 volumes et 200 périodiques tenus à jour, la plus grande bibliothèque spécialisée en histoire militaire dans l'espace germanophone.
Jusqu'en 2012, le département de recherche est divisé en départements "Histoire militaire générale jusqu'en 1914 et thèmes généraux", "L'âge des guerres mondiales", "Histoire militaire de la République fédérale" et "Histoire militaire de la RDA".
Le MGFA comptait 14 postes d'encadrement supérieur pour des scientifiques fonctionnaires et 24 postes d'officiers historiens titulaires d'une habilitation, d'un doctorat ou en cours de doctorat. Les deux tiers du personnel scientifique travaillaient dans le département de la recherche et un tiers dans le département de la formation, de l'information et des études spécialisées (AIF).

## Demandes d'informations
Dans la mesure de ses capacités disponibles, le Bureau répond à des demandes de particuliers et de médias concernant l'histoire militaire allemande. Les demandes couvrent un large spectre, par exemple la vérification des zones d'engagement des unités de troupes ainsi que des attaques aériennes sur la population civile, le soutien de projets de recherche et d'exposition à l'intérieur et à l'extérieur de la Bundeswehr ainsi que des renseignements sur l'histoire de l'armée, y compris les uniformes. Jusqu'à 2 500 rapports sont publiés chaque année.

## Archives
Le Bureau de recherche histoirique militaire n'a pas ses propres archives sur son site de Potsdam. Pour ses travaux, elle dépend donc du fonds des Archives fédérales-Archives militaires (BArch-MA) de Fribourg-en-Brisgau. Le BArch-MA est réorganisé à Fribourg en 1968 puis reprend les dossiers militaires que les États-Unis, la Grande-Bretagne et la France ont restitués à la MGFA, dont ils se sont emparés pendant la Seconde Guerre mondiale. La MGFA est fondée en 1957 à Langenau près d'Ulm, déménage à Fribourg en 1958 et à Potsdam en 1994 après la réunification de l'Allemagne.[réf. nécessaire]